# Chiesa di Santa Maria Prothospataris
La chiesa di Santa Maria Prothospataris è una chiesa situata all'interno del centro storico di Crotone nel quartiere Pescheria, in via Giuseppe Suriano.

## Storia
Piccola chiesa situata all'interno dell'ex quartiere ebraico del centro storico di Crotone nel rione Pescheria, in via Giuseppe Suriano, venne edificata agli inizi del Cinquecento e prese il nome dalla nobile famiglia dei Prothospataris (di origine greca) e divenne parrocchia attiva dal 1525.
Tra il 1577 ed il 1579 la chiesa risultò già sotto giuspatronato regio.
Dopo esser stata "dismessa" per un periodo relativamente lungo, sotto Carlo III di Borbone, la parrocchia tornò a poter riprendere le funzioni parrocchiali.
Nel 1777 la chiesa aveva due altari: una dedicata a san Luigi Gonzaga e un'altra a san Gaetano.
Nel 1960 la chiesa venne restaurata; furono inoltre asportati i due altari laterali e i dipinti raffiguranti i titolari.

## Galleria d'immagini

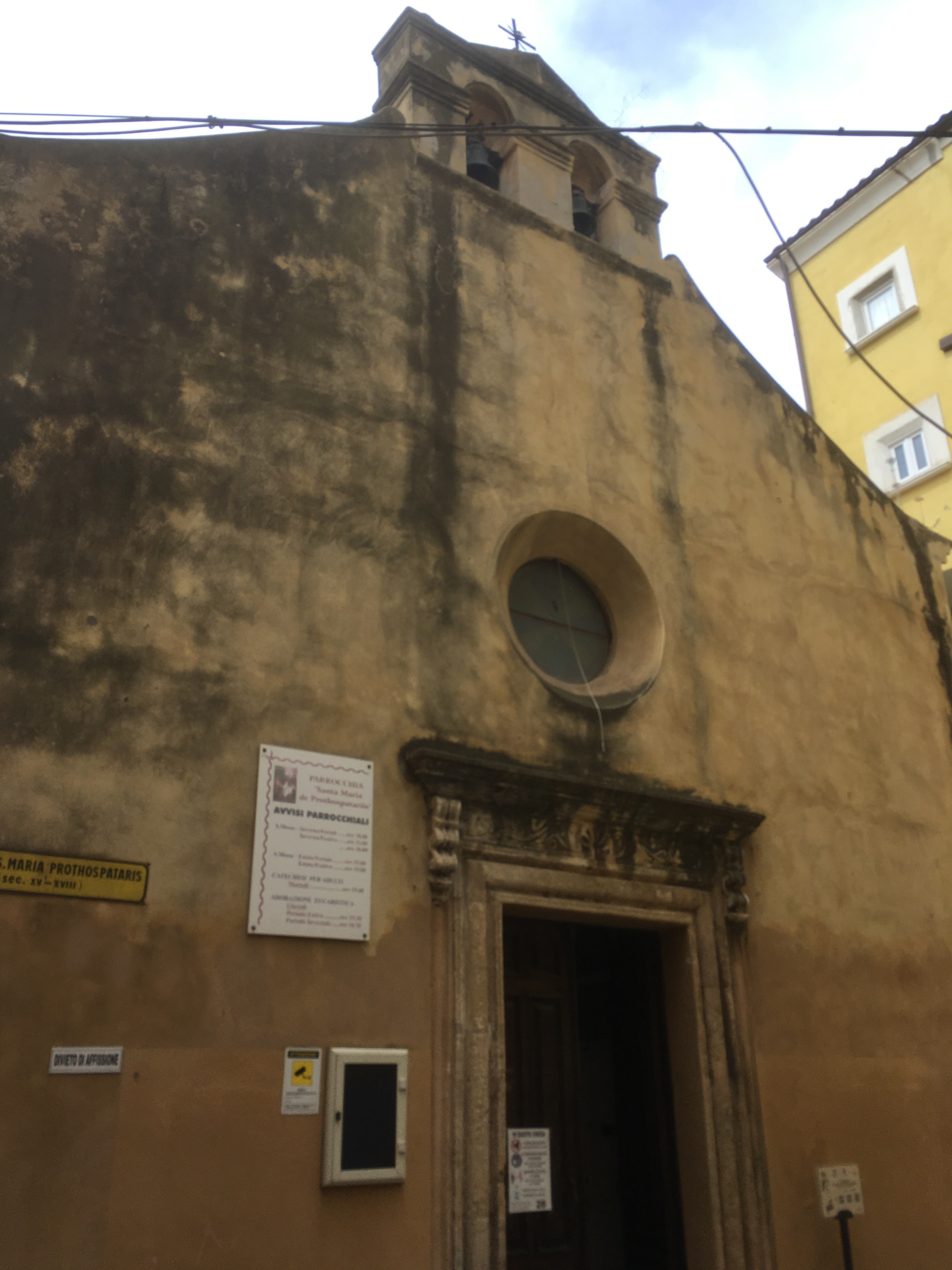
La facciata.
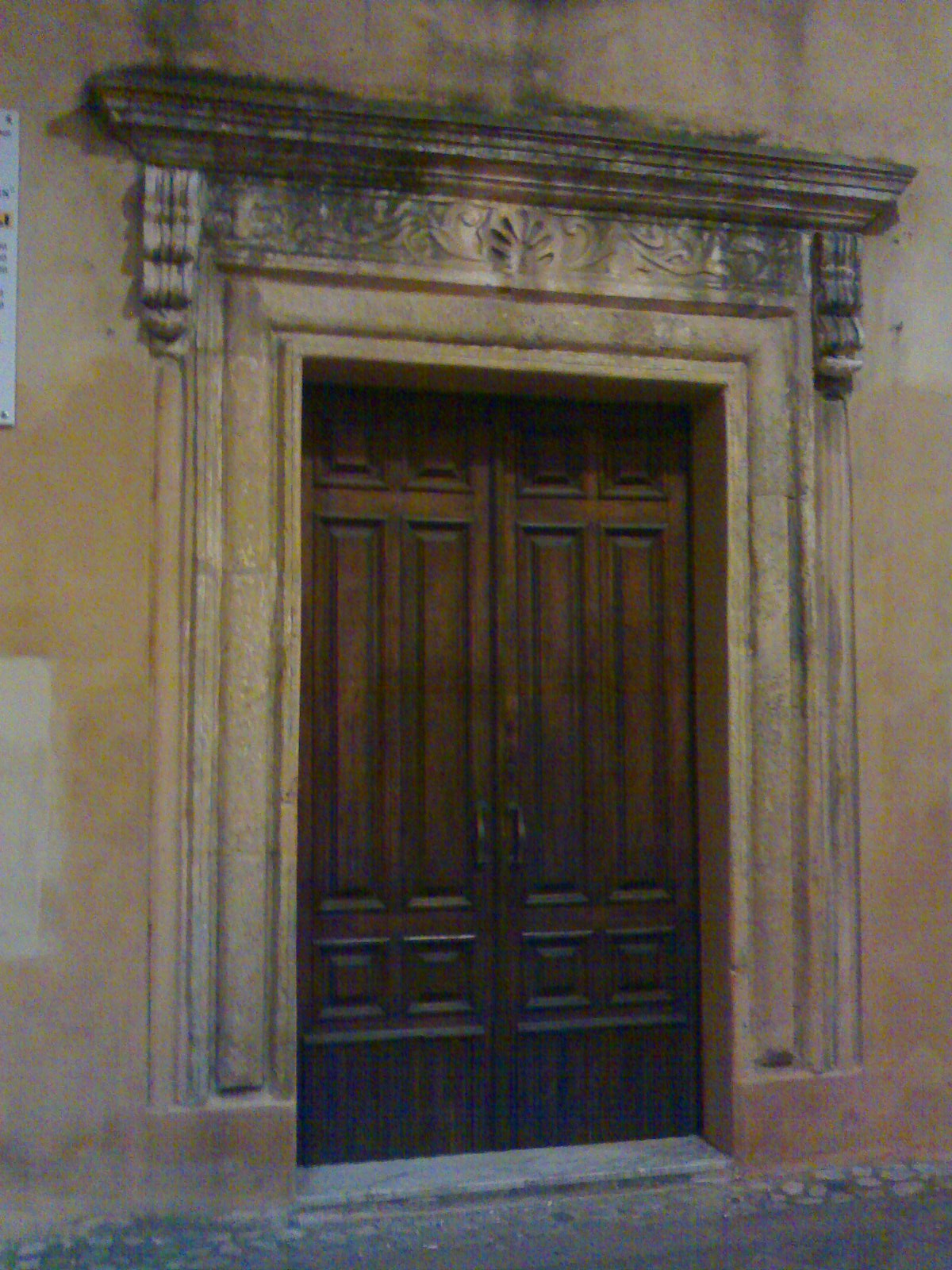
L'ingresso.